# Tethyidae
Tethyidae is een familie van sponsdieren uit de klasse van de Demospongiae (gewone sponzen). 

## Geslachten
- Anthotethya Sarà & Sarà, 2002
- Burtonitethya Sarà, 1994
- Columnitis Schmidt, 1870
- Halicometes Topsent, 1898
- Laxotethya Sarà & Sarà, 2002
- Nucleotethya Sarà & Bavestrello, 1996
- Oxytethya Sarà & Sarà, 2002
- Stellitethya Sarà, 1994
- Tectitethya Sarà, 1994
- Tethya Lamarck, 1815
- Tethyastra Sarà, 2002
- Tethycometes Sarà, 1994
- Tethytimea de Laubenfels, 1936
- Xenospongia Gray, 1858